# Tossal Gros (Espluga de Serra)
El Tossal Gros és un cim de 1.546,2 metres d'altitud que es troba en el límit dels termes municipals de Tremp (antic terme d'Espluga de Serra, de l'Alta Ribagorça) i el Pont de Suert, també de l'Alta Ribagorça. Malgrat ser una muntanya plenament ribagorçana, ha quedat en part dins del Pallars Jussà, en haver estat agregat l'antic terme d'Espluga de Serra a Tremp, on pertany administrativament.
El Tossal Gros és a la part nord de l'antic terme de Casterner de les Olles, actualment del tot despoblat, antic poble situat al nord-oest del Tossal Gros, ran de les aigües del pantà d'Escales.